# Musculus propleuro-coxalis superior
Musculus propleuro-coxalis superior, mięsień Idvm15 – mięsień występujący w tułowiu owadów.
Mięsień należący do grupy "mięśni grzbietobrzusznych" (ang. dorsoventral muscles), zlokalizowany w przedtułowiu. Miejscem początkowym jego przyczepu jest przednio-boczna część pierwszego tergitu. Jego koniec przyczepia się natomiast do przedniej części "obręczy prokoksalnej" (ang. procoxal rim). Miejsce to jest wspólne z mięśniem musculus protergo-preepisternalis.